# Liste du patrimoine mondial en Namibie
Cet article recense les sites inscrits au patrimoine mondial en Namibie.

## Statistiques
La Namibie accepte la Convention pour la protection du patrimoine mondial, culturel et naturel le 6 avril 2000. Le premier site protégé est inscrit en 2007.
En 2013, la Namibie compte 2 sites inscrit au patrimoine mondial, l'un culturel, l'autre naturel. 
Le pays a également soumis 8 sites à la liste indicative (1 culturel, 5 naturels et 2 mixtes), en deux fois :
- 3 sites le 3 octobre 2002 (les 2 sites inscrits au patrimoine mondial sont soumis à la liste indicative à cette date) ;
- 5 sites le 18 mars 2016.

## Listes

### Patrimoine mondial
Les sites suivants sont inscrits au patrimoine mondial.
| Site                       | Région | Type                        | Date | Superficie (ha) | Zone tampon (ha) | Lien | Notes | Coordonnées                      | Illus. |
| -------------------------- | ------ | --------------------------- | ---- | --------------- | ---------------- | ---- | --- | -------------------------------- | ------ |
| Twyfelfontein ou /Ui-//aes | Kunene | Culturel, (iii), (v)        | 2007 | 57              | 9 194            | 1255 | Inscrit sur la liste indicative le 3 octobre 2002 sous le nom « Twyfelfontein National Monument »                                                          | 20° 35′ 46″ sud, 14° 22′ 23″ est |        |
| Erg du Namib               |        | Naturel, (vii)(viii)(ix)(x) | 2013 | 3 077 700       | 899 500          | 1430 | Inscrit sur la liste indicative le 3 octobre 2002 sous le nom « Southern Namib Erg ». La zone protégée est incluse dans le parc national de Namib-Naukluft | 24° 53′ 06″ sud, 15° 24′ 29″ est |        |

### Liste indicative
Les sites suivants sont inscrits sur la liste indicative.
| Site                                               | Région                | Type                        | Date | Lien | Notes | Coordonnées                                                                | Illus. |
| -------------------------------------------------- | --------------------- | --------------------------- | ---- | ---- | --- | -------------------------------------------------------------------------- | ------ |
| Monument national de Brandberg                     | Erongo                | Mixte                       | 2002 | 1744 | Inscrit sous le nom « Brandberg National Monument Area » | 21° 10′ 01″ sud, 14° 25′ 01″ est                                           |        |
| Canyon de la rivière Fish                          | ǁKaras                | Naturel (vii), (viii), (ix) | 2002 | 1745 | Inscrit sous le nom « Fishriver Canyon » | 26° 45′ 00″ sud, 17° 34′ 59″ est                                           |        |
| Plaines de la Welwitschia                          | Erongo                | Naturel (x)                 | 2002 | 1747 | Inscrit sous le nom « Welwitschia Plains », le site s'étend sur une zone du désert du Namib central située entre le Swakop et la Khan (en), en amont de Swakopmund.                                                                    | 22° 15′ sud, 15° 15′ est 22° 40′ sud, 14° 55′ est 22° 32′ sud, 15° 03′ est |        |
| Sites de l'écosystème marin du courant de Benguela | Erongo, ǁKaras        | Mixte (iv), (ix), (x)       | 2016 | 6094 | Inscrit sous le nom « Benguela Current Marine Ecosystem Sites », le site proposé couvre une zone maritime s'étendant sur la quasi-totalité de la côte atlantique namibienne.                                                           | 21° 47′ sud, 13° 26′ est                                                   |        |
| Pan d'Etosha                                       | Kunene, Oshikoto      | Naturel (vii), (viii), (x)  | 2016 | 6095 | Inscrit sous le nom « Etosha Pan » | 18° 46′ sud, 16° 22′ est                                                   |        |
| Paysage culturel vivant des Sān                    | Otjozondjupa          | Culturel (v), (vi)          | 2016 | 6096 | Inscrit sous le nom « Sān Living Cultural Landscape » | 19° 45′ sud, 20° 30′ est                                                   |        |
| Aires protégées du karoo succulent                 | ǁKaras                | Naturel (ix), (x)           | 2016 | 6097 | Inscrit sous le nom « Succulent Karoo Protected Areas », le site proposé serait transfrontalier avec l'Afrique du Sud. Il comprendrait des portions des parcs nationaux du ǀAi-ǀAis et de Sperrgebiet.                                 | 27° 50′ sud, 17° 00′ est                                                   |        |
| Delta de l'Okavango                                | Kavango East, Zambezi | Naturel (vii), (ix), (x)    | 2016 | 6098 | Inscrit sous le nom « Okavango Delta », le site proposé comprendrait des portions des parcs nationaux de Bwabwata et de Nkasa Rupara. Le site namibien serait une extension du site botswanais, inscrit au patrimoine mondial en 2014. | 18° 12′ sud, 21° 42′ est 18° 23′ sud, 23° 37′ est                          |        |